# ونتهویلووا دیویسینل سکرتریت
ونتهویلووا دیویسینل سکرتریت (به لاتین: Vanathavilluwa Divisional Secretariat) یک منطقهٔ مسکونی در سری‌لانکا است که در ناحیه پوتالام واقع شده‌است.